# Carlo Pergamo
Carlo Pergamo (Napoli, 4 novembre 1726 – Napoli, 26 giugno 1785) è stato un vescovo cattolico italiano.

## Biografia
Nacque il 4 novembre 1726 a Napoli.

### Formazione e ministero sacerdotale
Il 20 dicembre 1749 fu ordinato presbitero. Divenne parroco di Santa Maria Avvocata, ove si distinse per il suo impegno pastorale e per la grande preparazione culturale.

### Ministero episcopale
Rifiutò una prima proposta di elezione all'episcopato da parte di papa Clemente XIV. Accettò poi di guidare la chiesa di Gaeta, di cui lo stesso papa lo nominò ordinario il 16 dicembre 1771. Il successivo 21 dicembre il cardinale Ludovico Calini lo consacrò vescovo, coadiuvato da Orazio Mattei, arcivescovo titolare di Colossi, e da Giuseppe Maria Contesini, arcivescovo titolare di Atene.
Amico di Alfonso de Liguori, durante il suo episcopato si ispirò ai due santi vescovi Francesco di Sales e Carlo Borromeo.
Tra il 12 e il 14 dicembre del 1779 indisse il primo sinodo della diocesi gaetana, i cui risultati furono riassunti nelle constitutiones e pubblicati. Fu introdotto l'obbligo per le dignità e i canonici della cattedrale e delle collegiate della diocesi e per i sacerdoti titolari di benefici sia semplici sia con cura d'anime di pronunciare la professione di fede davanti al vescovo o al vicario generale entro due mesi dall'assunzione dell'incarico. Si ribadì l'importanza dei sacramenti e dei requisiti per l'amministrazione degli stessi: si può ammettere a riceverli solo chi è vestito in maniera composta (per le donne obbligatorio anche il velo) ed è privo di armi, non è lecito richiedere alcun compenso per amministrarli. Si ordinava l'istituzione di una confraternita del Santissimo Sacramento in ogni parrocchia. Si stabilirono i requisiti di età per accedere agli ordini minori e maggiori: 21 anni per il suddiaconato, 22 per il diaconato e 24 per il presbiterato. Tutti gli ecclesiastici della diocesi sono obbligati a sottoporsi agli esercizi spirituali una volta l'anno in un giorno stabilito dal vescovo nella cappella del seminario. Si vietò loro di tenere in casa donne che non fossero entro il II grado di parentela, di partecipare a spettacoli e giochi da tavolo. Il presule pretendeva da ogni sacerdote un'adeguata preparazione culturale, inclusa la conoscenza del territorio diocesano e della sua storia. A tal proposito, nell'appendice II delle constitutiones, inserì notizie generali sulle diocesi di Minturno, Formia e Gaeta e relative cronologie dei vescovi.
Si impegnò molto per il decoro delle chiese della diocesi, a partire dalla cattedrale. Durante il suo episcopato afferma di aver restaurato oltre trenta chiese. La chiesa di Sant'Andrea a Trivio fu ricostruita dalle fondamenta, quella di San Bartolomeo a Selvacava fu ampliata, mentre la chiesa conventuale di San Montano a Gaeta fu ampliata e abbellita a spese del vescovo.
Rispettò rigorosamente l'obbligo di residenza nella città vescovile previsto dal concilio di Trento, allontanandosi solo per motivi legati al suo ministero. Ogni anno provvedeva personalmente alla visita pastorale nell'intero distretto diocesano, ad eccezione delle isole di Ponza e Pandataria che visitava ogni due anni.
Il 12 novembre 1781, ottenuta la licenza pontificia, trasferì il seminario da San Gregorio (luogo ritenuto troppo distante dalla cattedrale e dall'episcopio) alla vecchia sede, ovvero il Palazzo Vescovile. Sostenne a proprie spese i lavori di sistemazione e adattamento dei piani superiori di quest'ultimo, al fine di accogliere in sei camere comuni ben 80 seminaristi (la cifra più alta di sempre).
Morì il 26 giugno 1785 a Gaeta all'età di 58 anni.

## Genealogia episcopale
La genealogia episcopale è:
- Cardinale Scipione Rebiba
- Cardinale Giulio Antonio Santori
- Cardinale Girolamo Bernerio, O.P.
- Arcivescovo Galeazzo Sanvitale
- Cardinale Ludovico Ludovisi
- Cardinale Luigi Caetani
- Cardinale Ulderico Carpegna
- Cardinale Paluzzo Paluzzi Altieri degli Albertoni
- Cardinale Gaspare Carpegna
- Cardinale Fabrizio Paolucci
- Cardinale Francesco Barberini
- Cardinale Angelo Maria Querini, O.S.B.Cas.
- Cardinale Lodovico Calini
- Vescovo Carlo Pergamo